# Chloroclystis inops
Chloroclystis inops là một loài bướm đêm trong họ Geometridae.